# Drávafok
Drávafok község Baranya vármegyében, a Sellyei járásban.

## Fekvése
A vármegye délnyugati szélén helyezkedik el, Szigetvártól délre, Sellyétől nyugatra; a szomszédos települések: Bogdása, Markóc, Lakócsa és Teklafalu. Az 1950-es megyerendezés előtt Somogy vármegye Szigetvári járásához tartozott.

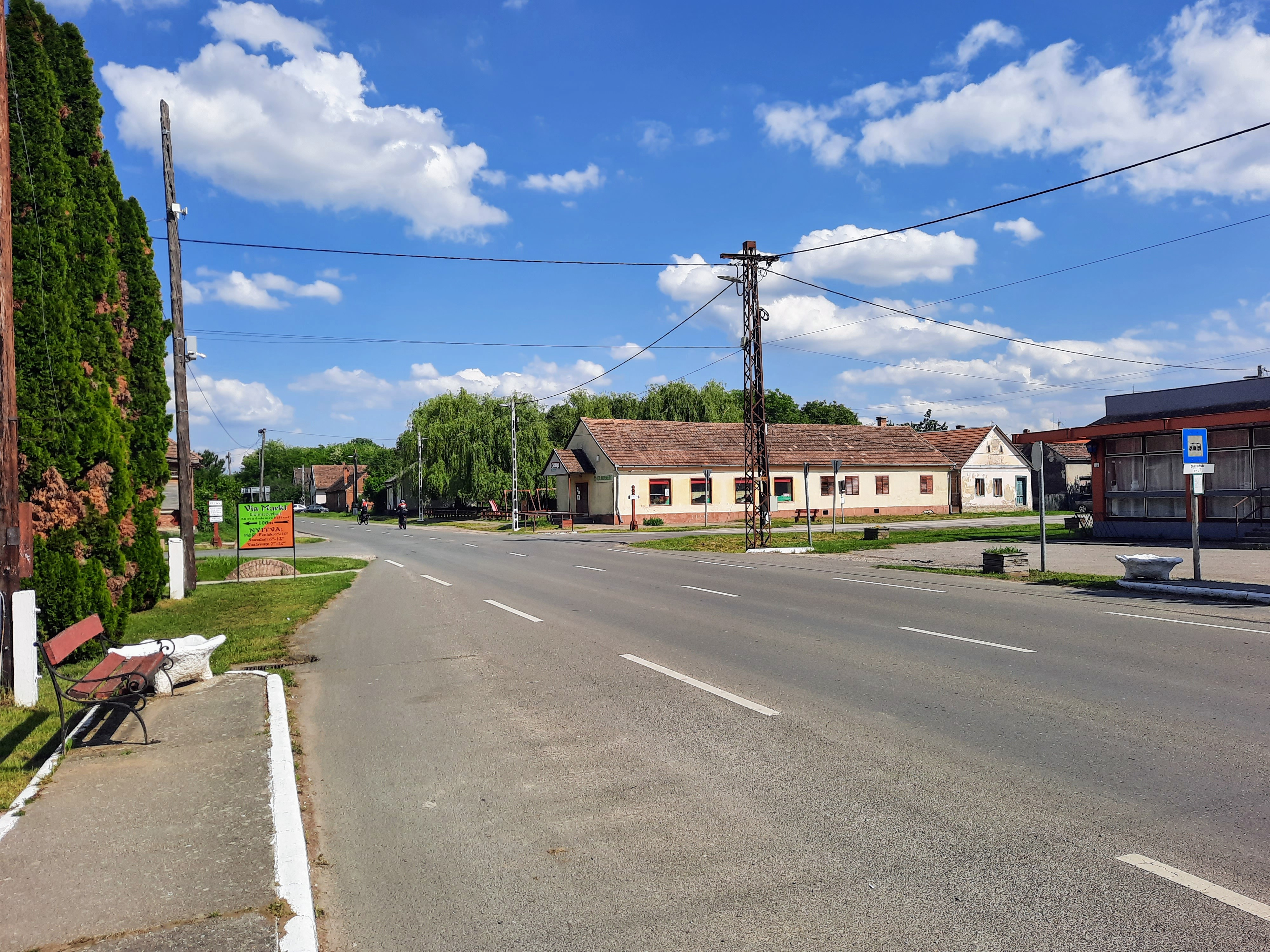
Az 5804-es mellékút a faluban

### Megközelítése
Legfontosabb közúti megközelítési útvonala a Harkány-Sellye-Darány közt húzódó 5804-es út, ezen érhető el mindhárom említett település irányából; Szigetvárral az 5808-as út, Felsőszentmártonnal az 5825-ös út, Drávakeresztúrral pedig az 5829-es út köti össze. A megyeszékhely, Pécs felől Szigetváron vagy Sellyén át közelíthető meg.
2007-es bezárásáig áthaladt a községen a Középrigóc–Villány-vasútvonal is; az állomás a település nyugati szélén helyezkedett el.

## Története
Az írott források először 1257-ben említik Fukó néven, mai névalakja 1493-ból való. A neve a Dráva folyónév és a fok, magas vízállású folyóág vagy a tó vizét elvezető ér főnév összetétele. A településen a fokgazdálkodás volt jellemző. A falu lakossága az évszázadok során színmagyar volt.
A ma Nagyhomok néven ismert külterület helyén a középkorban egy Homok elnevezésű magyar falu állt, amely a török uralom alatt elnéptelenedett.
A 19. században még állt a település egyik akkori nevezetessége, a Becsali-csárda, mely a dél-dunántúli betyárvilág egykori legendás fogadója volt Drávafok és Bogdása között, s pontosan a megyehatárra építették úgy, hogy egyik szobájából Baranya, a másikból Somogy vármegye irányában menekülhettek el az ott megszálló szegénylegények az ellenkező irányból érkező pandúrok elől.
2001-ben lakosságának 3,7%-a volt horvát. 2007-ben megszűnt a vasútforgalom, azonban még 2019-ben is bonyolított teherforgalmat, járható állapotban van a sínpár.
2012-ben felújították a Felsőszentmárton–Drávafok 5,2 km-es útszakaszt, amelyet 2012. július 31-én adtak át a forgalomnak.

## Idegen elnevezései
Horvátul a falu hivatalos neve Fok (a tótújfalusi horvátok által használt elnevezés). A drávakeresztúri horvátok Fokrtának nevezték.

## Közélete

### Polgármesterei
- 1990–1994: Kovácsevics Pálné (független)[7]
- 1994–1998: Kovácsevics Pálné (független)[8]
- 1998–2002: Kovácsevics Pálné (független)[9]
- 2002–2006: Kovácsevics Pálné (független)[10]
- 2006–2010: Szekeres József (független)[11]
- 2010–2011: Szekeres József (független)[12]
- 2011–2014: Pálfy Tibor (független)[13]
- 2014–2019: Pálfy Tibor (független)[14]
- 2019–2024: Pálfy Tibor (független)[15]
- 2024– : Pálfy Tibor (független)[1]

A településen 2011. május 29-én időközi polgármester-választást kellett tartani, az előző polgármester halála miatt.

## Népesség
A település népességének változása:
| Lakosok száma | 509  | 500  | 510  | 491  | 448  | 460  | 451  | 438  |
|               | 2013 | 2014 | 2015 | 2019 | 2021 | 2022 | 2023 | 2024 |

A 2011-es népszámlálás során a lakosok 81,2%-a magyarnak, 26,8% cigánynak, 24,9% horvátnak, 1,4% németnek, 0,2% örménynek, 0,6% szerbnek mondta magát (1,6% nem nyilatkozott; a kettős identitások miatt a végösszeg nagyobb lehet 100%-nál). A vallási megoszlás a következő volt: római katolikus 62,1%, református 24,9%, görögkatolikus 0,2%, felekezeten kívüli 6% (4,5% nem nyilatkozott).
2022-ben a lakosság 90,4%-a vallotta magát magyarnak, 18% cigánynak, 14,3% horvátnak, 1,1% szerbnek, 0,4% németnek, 0,2-0,2% ukránnak, örménynek és ruszinnak, 2,6% egyéb, nem hazai nemzetiségűnek (8,3% nem nyilatkozott; a kettős identitások miatt a végösszeg nagyobb lehet 100%-nál). Vallásuk szerint 40% volt római katolikus, 10,9% református, 2,6% egyéb keresztény, 0,9% egyéb katolikus, 9,1% felekezeten kívüli (36,1% nem válaszolt).

## Híres személyek
- Itt született Dietrich Ignác (1829–1892) filozófiai és jogi doktor, ügyvéd, országgyűlési képviselő.
- Itt született Csikesz Sándor (1886–1940) református lelkész, lelkipásztor, teológus, egyetemi tanár.
- Itt született Frankovics György (1945–2016) magyarországi horvát etnográfus, író, tudós, publicista.
- Fenékpusztai birtokán temették el Galántai Fodor Antalt (1813–1895), földbirtokost, gazdasági írót.
- A településen volt birtoka és kúriája Bittó István (1822–1903) miniszterelnöknek.
- A településen volt birtoka és kúriája Fodor József (1843–1901) orvosnak, a „közegészségünk első apostolának”.

## Nevezetességei
- Bittó-kastély

A község kastélya Ybl Miklós tervei alapján épült 1896-ban [más adat szerint 1870-ben], klasszicizáló, emeletes földesúri lakként, a Bittó család megbízásából, körülötte 40 hektáros kiterjedésű angolparkkal, melyben ritkaságszámba menő, óriási fák álltak. Az épülettömb felét az 1940-es évek végén lebontották, anyagából építették fel a katolikus templomot; az angolpark fáinak többségét ugyancsak elpusztították. Sajnos a tanácsi időkben szervezett kastélymentési program keretében tervezett felújítása meghiúsult, állapota romos.
- Fodor-kúria

Helyi védettség alatt álló, egykori kisnemesi lak, ma az Ormánsági Szabadiskola központja.
- Református templom

A református közösség temploma 1863-ban épült, helyi védettség alatt áll.
- Római katolikus templom

A Szent László tiszteletére emelt templom 1949-ben épült, helyi védettség alatt áll.
- A faluközpont védett lakóházai

A település belső részén helyi védelem alatt áll még a parókia épülete, valamint négy régi lakóház, melyek a környék népi építészetének szép emlékei.
- Hősi emlékmű

Az 1920-as években, a drávafoki első világháborús áldozatok emlékére emelt emlékmű 1988 óta őrzi a második világháború áldozatainak emlékét is.

## Érdekességek a településről
Drávafokról utca van elnevezve (néhány másik, Baranya vármegyei településhez hasonlóan) Budapest XVIII. kerületében, a Szent Imre-kertváros nevű városrészben.
A 19. században még állt a környék egyik akkori nevezetessége, a Becsali-csárda, mely a dél-dunántúli betyárvilág egykori legendás fogadója volt Drávafok és Bogdása között, és pontosan a megyehatárra építették oly módon, hogy egyik szobájából Baranya, a másikból Somogy vármegye irányába menekülhettek el az ott megszálló szegénylegények az ellenkező irányból érkező pandúrok elől.